# Alfred Svensson
Alfred Svensson, född 18 oktober 1876 i Karl Johans församling i Göteborg, död 4 juli 1904 i Kristine församling i Göteborg, var en svensk idrottsman (kortdistans- och häcklöpare). Han tävlade för Örgryte IS.

## Främsta meriter
Den 6 september 1896 satte Alfred Svensson inofficiellt svensk rekord på 110 meter häck med tiden 18,2 s (ett rekord som slogs av Lennart Schånberg 1898).
1897 vann Svensson SM på 110 meter häck (tid 17,2 s). Han ställde även upp på 100 meter och tog där brons.
Påföljande år (1898) vann han SM på 100 meter (tid 12,4 s).

## Personliga rekord
- 100 m: 11,0 s (Walhalla IP, Göteborg,  5 september 1897)[7][b]